# Gonçalo Alves
Gonçalo Alves est un joueur international portugais de rink hockey né le 26 juillet 1993.
Il évolue depuis 2015 au sein du FC Porto.

## Palmarès

### En club

#### Sporting CP
- Championnat du Portugal de deuxième division (1)
  - Champion : 2012

- Championnat du Portugal de troisième division (1)
  - Champion : 2011

- Championnat du Portugal des moins de 17 ans (2)
  - Champion : 2010 et 2011

- Championnat du Portugal des moins de 15 ans (1)
  - Champion : 2008

#### FC Porto
- Intercontinentale Cup (1)
  - Vainqueur : 2021

- WSE Continental Cup (1)
  - Vainqueur : 2023

- WSE Champions League (1)
  - Vainqueur : 2023

- Championnat du Portugal (5)
  - Champion : 2017, 2019, 2022, 2024 et 2025

- Coupe du Portugal (5)
  - Vainqueur : 2016, 2017, 2018, 2022 et 2024

- Supercoupe du Portugal (4)
  - Vainqueur : 2016, 2017, 2018 et 2019

- Elite Cup (1)
  - Vainqueur : 2022

### En sélection nationale
Portugal
- Championnat du monde (1)
  - Vainqueur : 2019

- Championnat d'Europe  (1)
  - Vainqueur : 2016

- Coupe des nations (3)
  - Vainqueur : 2013, 2015 et 2019

- Golden CAT (2)
  - Vainqueur : 2023 et 2024

- Coupe latine (1)
  - Vainqueur : 2014

- Championnat d'Europe des moins de 19 ans (2)
  - Vainqueur : 2010 et 2012

- Championnat d'Europe des moins de 17 ans (2)
  - Vainqueur : 2008 et 2009

## Référence
1. ↑  « Fiche de Gonçalo Alves », sur leballonrond.fr